# 무두그주

무두그주

무두그주(소말리어: Mudug)는 소말리아 중북부에 위치한 주로, 주도는 갈카크요이다. 에티오피아와 국경을 맞대고 있으며 누갈주와 갈구두드주, 인도양과 인접해 있다. 이 곳은 현재 소말리아로부터 독립을 선언한 푼틀란드의 지배하에 있다.